# قمر الترك
قمر الترك (11 فبراير 1982 -)، ممثلة سعودية. بدأت التمثيل عام 2010 وشاركت بالعديد الأعمال التلفزيونية والمسرحية وقدمت العديد من الأدوار كوميديا ودراما، ولها عدد من المشاركات الغنائية.

## أعمالها

### من المسلسلات
- بدون فلتر
- سيلفي 2
- بنق
- أنت طالق
- ألو مرحبا.
- فينك 2
- قووول في الثمانينات.
- من عيوني.

كما قامت بغناء شارة مسلسلها أنت طالق.

## وصلات خارجية
- قمر الترك على موقع قاعدة بيانات الأفلام العربية